# Arktika (Schiff, 1975)
Der Atomeisbrecher Arktika (russisch Арктика) ist ein russischer nuklear angetriebener Eisbrecher der Arktika-Klasse, der für Arbeiten in polaren Regionen konstruiert wurde. Dabei handelt es sich um den Nachfolgetyp der Lenin.

## Geschichte

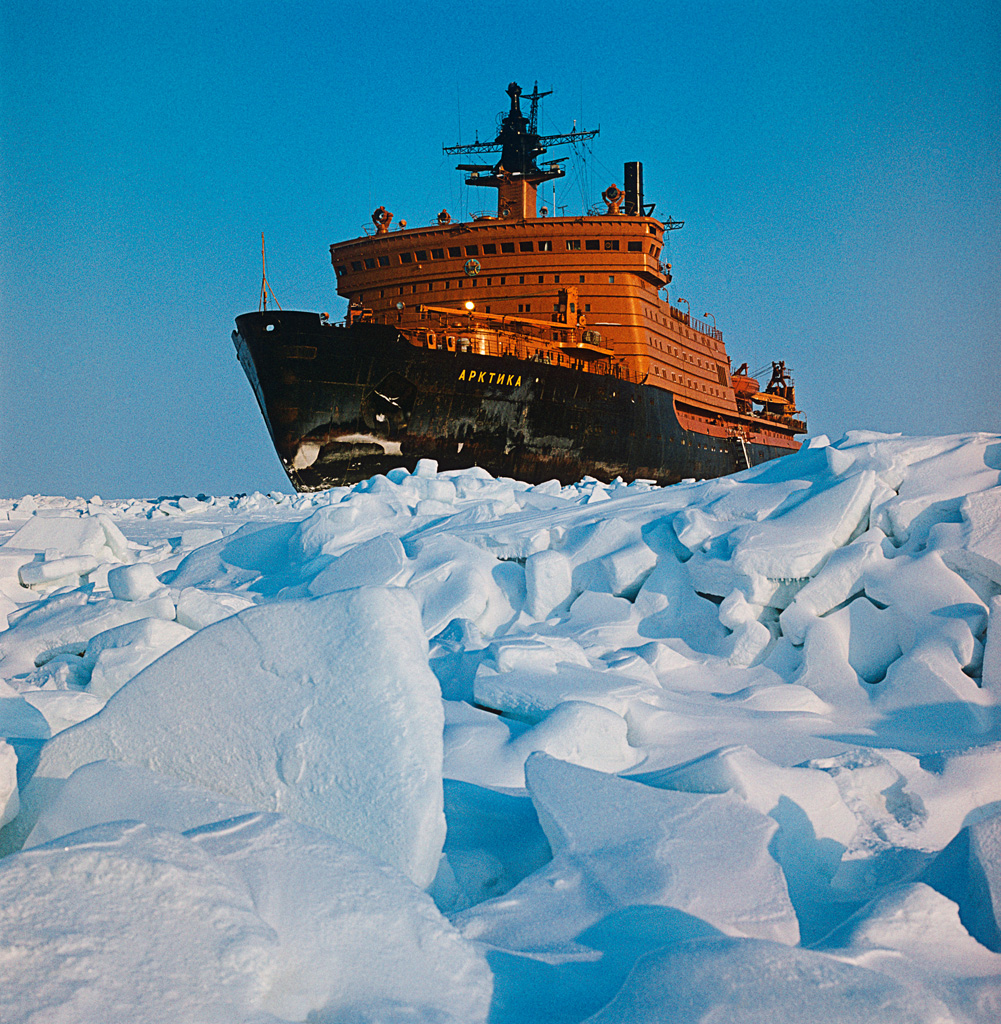
Atomeisbrecher Arktika in der Karasee. 1980

Am 26. Dezember 1972 lief die Arktika in Leningrad bei der Baltischen Werft von Stapel. Nach der Fertigstellung wurde das Schiff intensiv erprobt, bis es am 25. April 1975 der russischen Reederei Murmanskoje Parochodstwo in Murmansk übergeben wurde. Die Arktika stellte zu diesem Zeitpunkt das Flaggschiff der sowjetischen Atomeisbrecherflotte dar. Für mehr als ein Jahrzehnt war die Arktika das leistungsstärkste kernenergiegetriebene nicht-militärische Schiff der Welt. Der Eisbrecher wurde speziell für das Eisfrei-Halten der nördlichen Seewege konzipiert. Aufgabe war es, die Schifffahrtsperiode zu verlängern und eine schnellere Passage zu ermöglichen. Die Arktika war mehrere Jahre außer Dienst, bis sie in den späten 1990er-Jahren vollständig wiederhergestellt war. Im Jahr 2007 war der Eisbrecher wieder einsatzbereit.
Am 9. April 2007 brach auf der Arktika ein Feuer aus, das drei Kabinen und die Schiffselektrik in Mitleidenschaft zog. Die beiden Atomreaktoren wurden nicht beschädigt und es gab keine Verletzten. Im Anschluss wurde das Schiff nach Murmansk für Reparaturarbeiten beordert.
Am 3. Oktober 2008 erfolgte die endgültige Abschaltung der Reaktoren und somit die Stilllegung des Schiffes. Die Betriebsdauer der zwei 171-MW-Reaktoren der Arktika war für 100.000 Stunden ausgelegt. Der Eisbrecher blieb jedoch acht Jahre länger als ursprünglich geplant im Einsatz und seine Reaktoren erreichten damit eine Betriebsdauer von über 175.000 Stunden.

## Technik
Der Polareisbrecher hat, bezogen auf den Konstruktionstiefgang von 11,0 Meter, eine Länge in der Konstruktionswasserlinie von 136,0 Meter. Die Länge über alles beträgt 148,0 Meter. Die Breite beläuft sich auf 30 Meter. Die Wasserverdrängung des doppelwandigen Rumpfes beträgt unbeladen 19.300 Tonnen und bei maximaler Zuladung 23.460 Tonnen. Das Schiff verfügt über zwei OK-900A-Atomreaktoren, die jeweils eine Leistung von 171 MW erzeugen. Die im Reaktor erzeugte Wärme leistet in zwei Turbinensätzen insgesamt 75.000 WPS (55.200 kW). Die Arktika hat drei Antriebsschrauben, die turboelektrisch in Drehung versetzt werden. Die maximale Frei-Fahrtgeschwindigkeit beläuft sich auf 21 kn. Für die damalige Zeit war das Schiff mit modernster Navigations- und Funktechnik ausgestattet. Auch die Einrichtung für die Besatzung ist relativ komfortabel gestaltet, um längere Aufenthalte auf See möglichst angenehm zu gestalten.

## Nordpolfahrten
Die Arktika erreichte unter dem Kommando von Juri Sergejewitsch Kutschijew (1919–2005) am 17. August 1977 als erstes Überwasserschiff den geographischen Nordpol um 4:00 Uhr Moskauer Zeit. Am Pol ist der Arktische Ozean mehr als 4.000 Meter tief. Mit Hilfe eines Krans wurde eine Metallplatte ins Nordmeer hinabgelassen, deren Inschrift „UdSSR. 60 Jahre Oktober. Atomeisbrecher Arktika“ an die Oktoberrevolution erinnern soll. Nachdem zusätzlich die Flagge der UdSSR gehisst wurde, nahm das Schiff schließlich um 19:05 Uhr wieder Kurs auf seinen Heimathafen Murmansk. Als der Eisbrecher am 23. August 1977 wieder im Heimathafen eintraf, wurden in insgesamt 13 Tagen 3852 Seemeilen zurückgelegt, davon 1609 Seemeilen durch starke Eisfelder.
Die Arktika begleitete im Sommer 1998 das deutsche Polarforschungsschiff Polarstern auf einer Expedition in den zentralen Arktischen Ozean. Dabei näherten sich die Schiffe dem Nordpol bis auf 80 Kilometer.